# ТСК-Таврия
«Таврия» (укр. «Таврія», крымскотат. «Таврия») — футбольный клуб из города Симферополь. Основан в 2014 году, однако эмблема клуба и год основания на ней почти идентичны эмблеме украинского ФК «Таврия». Выступает в Премьер-лиге КФС с 2015 года. Домашние матчи проводит в спорткомплексе «Локомотив», открытом в 1967 году.
В сезоне 2014/2015 был включён в состав первенства второго дивизиона России зоны «Юг» группы 1. Летне-осеннюю часть турнира второго дивизиона 2014/2015 ТСК завершил на 5 месте среди 11 команд группы 1 зоны «Юг». Но с 1 января 2015 года, в соответствии с постановлением исполнительного комитета УЕФА от 4 декабря 2014 года, клубу было запрещено участвовать в соревнованиях Российского футбольного союза. В весенней части 2015 года клуб участвовал во Всекрымском турнире с участием 20 команд (по 10 в подгруппах «А» и «В») под эгидой Республиканской Федерации футбола Крыма.
7 февраля 2023 года на сайте Крымского футбольного союза появилась информация о переименовании клуба в «Таврия» (без ТСК), поскольку исторический ФК «Таврия» на Украине был расформирован в 2022 году.

## История
До аннексии Крыма Россией в городе Симферополь существовал футбольный клуб украинской Премьер-лиги «Таврия». После присоединения Крыма к Российской Федерации появилась необходимость интеграции футбольных клубов полуострова в чемпионат России. Футбольный клуб «Таврия», являвшийся украинским юридическим лицом, не мог играть под юрисдикцией РФС. С учётом рекомендаций ФИФА и УЕФА, во избежание юридических проблем при вхождении в РФС в крымской столице необходимо было организовать новое российское юридическое лицо, которое никогда прежде не было под юрисдикцией ФФУ.

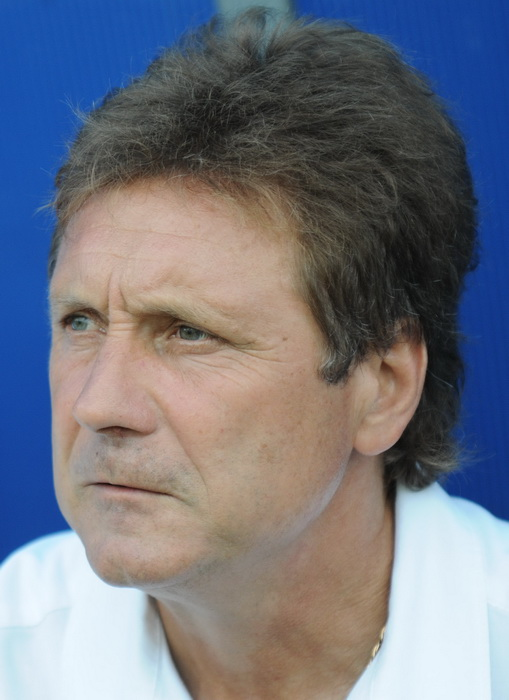
Сергей Шевченко — один из организаторов ФК ТСК, а также тренер команды в первом в её истории матче

В Симферополе вместо «Таврии» появились сразу два клуба — СКИФ, организованный бывшим генеральным директором «Таврии» Александром Бойцаном и ТСК, организованный по инициативе ветеранов команды из столицы Крыма Александра Гайдаша, Андрея Опарина, Сергея Шевченко, Алексея Осипова и других. Генеральным директором ТСК стал Александр Гайдаш, а президентом Сергей Бородкин. Обе новые симферопольские команды претендовали на включение в число участников зоны «Юг» Второго дивизиона чемпионата России, однако РФС принял в состав и допустил к участию во второй лиге только ТСК. Расшифровка аббревиатуры ТСК — «Таврия. Симферополь. Крым».
После получения места в чемпионате России клуб стал формировать тренерский штаб, состав футболистов и определяться с местом проведения домашних матчей. Главной проблемой клуба был недостаток российских игроков. В команде тренировались многие из тех, кто играл в «Таврии» на Украине, но заявить их было нельзя, так как, согласно регламенту ПФЛ, в первенстве имеют право участвовать игроки только с российским паспортом.
5 августа 2014 года ТСК провёл первый в истории матч. В контрольной игре команда уступила вице-чемпиону республики среди любителей — коллективу «ЮИС-Сервис» (Симферополь). Команды сыграли два тайма по 40 минут. ТСК в каждом из таймов играл разными составами. Действиями игроков руководил тренер Сергей Шевченко. «ЮИС-Сервис» открыл счёт на 6-й минуте. На 24-й минуте ТСК ответил мячом Кирилла Давыдова, ставшего автором первого гола в истории клуба. Во втором тайме более опытная команда провела две результативные атаки. Итог матча — 1:3.

### Сезон 2014/2015

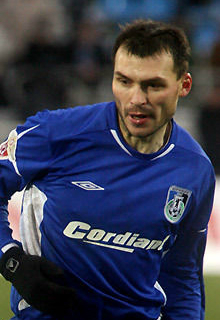
Анатолий Романович — первый капитан в истории ТСК

11 августа 2014 года ТСК прошёл процедуру заявки футболистов для участия в чемпионате России. За клуб было заявлено 12 человек, среди которых не было ни одного крымчанина. Так как ФИФА не зарегистрировала клуб в системе регистрации трансферов, ТСК не мог заключать контракты с футболистами, у которых трансферные сертификаты находились в других странах. Состав был собран из игроков, выступавших в последнее время в чемпионате России.
12 августа 2014 года ТСК провёл первый официальный матч. В рамках 1/256 финала Кубка России на домашнем стадионе «Локомотив» симферопольцы уступили севастопольскому СКЧФ со счётом 0:2. ТСК играл в таком составе: Крегер, Кабулов, Романович (капитан), Ковальчук, Агрба, Фаринов, Ершов, Кондрахин (Бастрон, 80), Хан, Басиев, Догузов; и. о. главного тренера: Анатолий Сыроватский.
20 августа ТСК дебютировал в чемпионате России. В рамках третьего тура второй лиги зоны «Юг» симферопольцы вновь встретились с соседями из СКЧФ. Матч, состоявшийся в Севастополе, завершился победой гостей со счётом 2:0. Первый, а затем и второй гол крымчан в чемпионате России забил Максим Фаринов (67, 71). В этом матче командой из столицы Крыма впервые руководил главный тренер Владимир Мартынов. В игре в составе ТСК принимали участие: Крегер, Ковальчук, Романович (капитан), Агрба, Кабулов, Бастрон, Ершов (Алборов, 59), Хан, Фаринов, Кодрахин (Казиев, 57), Басиев (Догузов, 90).
30 ноября в последнем матче календарного года ТСК уступил на выезде команде «Краснодар-2» и на зимние каникулы ушёл на пятом месте. Задача на сезон попадания в «шестёрку» была успешно выполнена. 4 декабря на заседании исполнительного комитета УЕФА было принято решение о запрете с 1 января 2015 года крымским клубам, одним из которых являлся и ТСК, принимать участие в соревнованиях, организуемых РФС.
По состоянию на 10 декабря 2014 года в клуб не поступило ни одного официального документа, как от УЕФА, так и от РФС. Никто из высшего руководства этих организаций не дал чётких объяснений, что будет дальше с крымскими командами и футболом полуострова.
В марте 2015 года симферопольский клуб подал заявку для участия в Кубке Крыма-2015 с названием «Таврия».
18 апреля 2015 года ФК «Таврия» провёл первый матч Всекрымского турнира против ФК «Источное» (Источное).

## Стадион

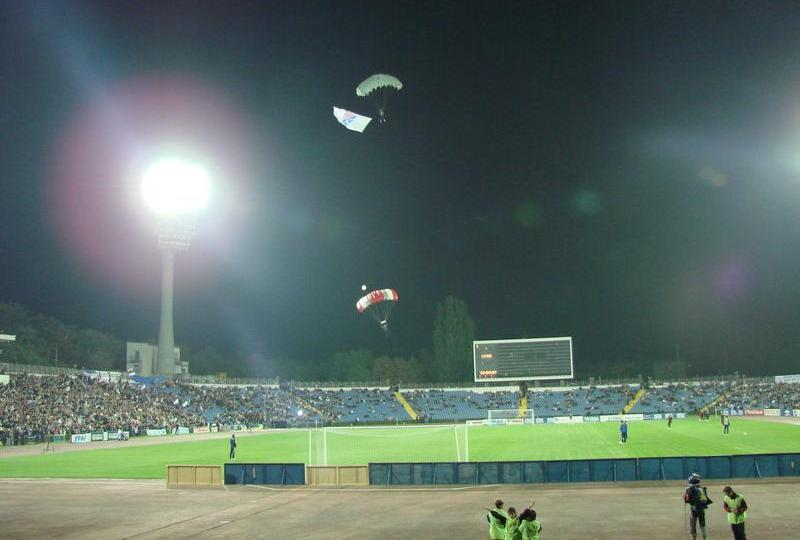
Стадион «Локомотив»

Свои домашние матчи ТСК-Таврия проводит на поле республиканского спортивного комплекса «Локомотив». Стадион был открыт в 1967 году и первоначально вмещал 26 000 зрителей. После реконструкции 2004 года вмещает 19 978 зрителей.
В 2018 году началась реконструкция стадиона.

## Правовой статус
В соответствии со статутными нормами международных футбольных организаций ФИФА и УЕФА, членами которых являются и Российский футбольный союз, и Федерация футбола Украины, футбольный клуб, зарегистрированный на территории государства-члена этих организаций, не имеет права принимать участие в соревнованиях другого государства без согласия на это всех трёх сторон (государство, в которой зарегистрирован клуб, государство, в соревнованиях которого клуб хочет принимать участие, и международные футбольные организации). Также без соответствующих согласий трёх сторон запрещено проводить соревнования одного государства на территории другого государства.

Позиция ФФУ: «Крым — это территория Украины, временно оккупированная Российской Федерацией. Крымские клубы должны выступать во всеукраинских соревнованиях». После проведения матча Кубка России на территории Крыма президент ФФУ Анатолий Коньков открытым письмом обратился в ФИФА и УЕФА 
с просьбой принять меры для решения сложившейся ситуации, включая применение законных санкций к стороне, которая нарушила регламенты и игнорирует базовые принципы высших футбольных инстанций.

Президент ФИФА Йозеф Блаттер после получения письма заявил: 
ФИФА будет прорабатывать вопрос крымских футбольных клубов на основе соответствующих процессов, которые, в первую очередь, должны находиться под контролем соответствующей конфедерации (УЕФА).

22 августа 2014 года на официальном сайте УЕФА было опубликовано заявление: 
В свете трудной политической ситуации экстренный комитет УЕФА принял решение не признавать матчи крымских клубов под эгидой РФС до дальнейшего уведомления.

Комментируя прессе данное заявление, почётный президент РФС Вячеслав Колосков подчеркнул: 
Нам от этого ни холодно, ни жарко... Опубликованная формулировка нас устраивает. Этот сигнал нужно расценивать, как очень мягкий. УЕФА даёт понять, что на данном этапе вмешиваться в ситуацию они не намерены.
4 декабря 2014 года на заседании исполнительного комитета УЕФА было принято решение о запрете с 1 января 2015 года крымским клубам принимать участие в соревнованиях, организуемых РФС. В случае несоблюдения этого запрета УЕФА оставило за собой право возбуждения дисциплинарного дела. УЕФА предоставило Крыму статус «особой зоны» и обязались профинансировать проекты развития футбола на территории Крыма. ФФУ официальным письмом президента выразила благодарность УЕФА за это решение. Представители российских спортивных структур сходились во мнении о необходимости дальнейших разъяснений и консультаций. Болельщики одного из крымских клубов выступили с инициативой проведения акции, направленной на поддержку севастопольского и крымского футбола.

## Достижения

### Национальные турниры
Премьер-лига КФС:
- Чемпион (2): 2015/16, 2021/22
- Серебряный призёр (1): 2018/19
- Бронзовый призёр (1): 2017/18

Кубок КФС:
- Обладатель (1): 2018/19

Суперкубок КФС:
- Обладатель (3): 2016, 2019, 2022, 2024
- Финалист (1): 2023

## История выступлений
По состоянию на 01 марта 2023 года
| Сезон   | Лига | Лига                                | Лига  | Лига | Лига | Лига | Лига | Лига | Лига | Лига | Лига           | Кубок России Кубок Крыма Кубок КФС | Примечания            |
| Сезон   | У    | Дивизион                            | Место | И    | В    | Н    | П    | МЗ   | МП   | О    | Бомбардир      | Кубок России Кубок Крыма Кубок КФС | Примечания            |
| ------- | ---- | ----------------------------------- | ----- | ---- | ---- | ---- | ---- | ---- | ---- | ---- | -------------- | ---------------------------------- | --------------------- |
| 2014/15 | 3    | Первенство ПФЛ, зона «Юг», 1 группа | анн.  | 18   | 9    | 3    | 6    | 23   | 16   | 30   |                | 1/256 финала                       | [ 39 ] [ 40 ]         |
| 2015    |      | Всекрымский турнир                  | 3     | 9    | 6    | 2    | 1    | 37   | 4    | 20   | Бобаль (10)    | 1/2 финала                         | [ 41 ]                |
| 2015/16 | 1    | Премьер-Лига КФС                    | 1     | 28   | 21   | 5    | 2    | 53   | 19   | 68   | Одинцов (9)    |                                    |                       |
| 2016/17 | 1    | Премьер-Лига КФС                    | 5     | 28   | 13   | 4    | 11   | 45   | 41   | 43   | Платон (11)    | 1/4 финала                         | Обладатель Суперкубка |
| 2017/18 | 1    | Премьер-Лига КФС                    | 3     | 28   | 16   | 7    | 5    | 55   | 28   | 55   | Одинцов (9)    | 1/4 финала                         |                       |
| 2018/19 | 1    | Премьер-Лига КФС                    | 2     | 28   | 13   | 11   | 4    | 46   | 28   | 50   | Печёнкин (8)   | 1/2 финала                         |                       |
| 2019/20 | 1    | Премьер-Лига КФС                    | 4     | 28   | 13   | 7    | 8    | 42   | 40   | 46   | Айметдинов (7) | 1/8 финала                         | Обладатель Суперкубка |
| 2020/21 | 1    | Премьер-Лига КФС                    | 5     | 28   | 12   | 4    | 12   | 33   | 31   | 40   | Клыша (5)      | 1/4 финала                         |                       |
| 2021/22 | 1    | Премьер-Лига КФС                    | 1     | 28   | 21   | 5    | 2    | 53   | 17   | 68   | Забун (14)     | 1/4 финала                         |                       |
| 2022    | 1    | Премьер-Лига КФС                    | 4     | 14   | 6    | 3    | 5    | 31   | 18   | 21   | Забун (9)      | Победитель                         | Обладатель Суперкубка |